# Мадрију-Кларор-Перафита
Мадрију-Перафита-Кларор долина је глечерска долина на југоистоку Андоре. Има површину од 42,47 km², што је око 9% укупне површине Андоре, и део је другог по величини водног развођа у Андори. Ова изолована долина је рај за ретке и угрожене врсте, а однедавно се сматра „духовним срцем“ Андоре. То је прво, и за сада једино место, Унескове светске баштине Андоре, стављено на листу 2004. године.
Долина је глечерски предео, с пашњацима, стеновитим литицама, и дубоким шумовитим удолинама. Планински висови је окружују с југа, истока и запада, западни део се граничи са Шпанијом, а на северу је велика стрмина која се спушта у долину реке Валира. Одсечена је од остатка Андоре и до ње се може доћи само пешачком стазом. Насеља, терасаста поља, стазе и остаци обраде гвожђа сведоче како су природна богатства високих Пиринеја коришћена више од 700. године, уз климатске промене, економски развој и промене друштвених односа. 
Два мала сеоца, Entremesaigues и Ramio, налазе се у узаном дну долине. До пре 50 година била су настањена читаве године, али сада су настањена само лети. Укупно има 12 кућа, саграђених од локалног гранита са крововима од шкриљца. Свака кућа има велики амбар за складиштење житарица и сена. Куће и окућнице су једина приватна својина, што је једва 1% од укупне површине долине. 
Насеља су окружена терасастим пољима, на којима се гајила пшеница и раж, али сада се користе углавном за напасање стоке. Виша поља уступају простор шуми, која данас покрива подручја на којима се у средњем веку гајила винова лоза. Шуме, које су општинска својина, коришћене су за производњу ћумура до 19. века.
У долини се, на обалама реке Мадрију, талило гвожђе од локалне гвоздене руде. Ковачнице, типичне за Пиринеје, напуштене су 1790. 
Лети се на пашњацима напасају овце, краве и коњи, на земљишту које је општинска својина од средњег века. Пастири проводе лето у малим каменим склоништима са кровоима од бусења. 
Стазе повезују долину са долином Русијон ка истоку, Лангдоком ка северу и Каталонијом ка југу; стазе поплочане каменом повезују долину са средиштем Андоре. 
После периода небриге, многе од грађевина, као што су пастирска склоништа, стазе и зидови терасастих поља су последњих година обновљени. Нема планова да се направи прилазни пут, а намера је да се земља користи као посебно подручје за гајење квалитетне стоке и ограничени туризам.